# Amadeus-Verleihung 2006
Die 7. Verleihung des Amadeus Austrian Music Award fand am 25. Mai 2006 im ORF-Zentrum am Küniglberg in Wien statt. Die von Andi Knoll moderierte Veranstaltung wurde am selben Abend zeitversetzt in ORF 1 übertragen. Das Showprogramm wurde gestaltet durch Auftritte von Christina Stürmer, SheSays, Iriepathie, Sugababes, Mattafix und Tokio Hotel.

## Nominierung und Wahl
Nominiert werden konnten Musiker und Bands bzw. deren Veröffentlichungen, die im Zeitraum von 1. Jänner bis 31. Dezember 2005 auf den Markt kamen bzw. mindestens einen Live-Auftritt hatten. Voraussetzung war, dass die Künstler ihren Lebensmittelpunkt in Österreich haben oder österreichische Staatsbürger sind. Die Gewinner wurden von einer Jury gewählt, die aus 400 Personen aus den Bereichen Musik und Medien bestand.

## Preisträger

### Künstlerin Pop/Rock national
Preisträgerin:
- Christina Stürmer mit Wirklich alles!

Weitere Nominierte:
- Antonia mit Dirndlsong
- Denk mit Laut
- Disco Bee mit From Paris to Berlin
- Tamee Harrison mit I Am Ready

### Künstler Pop/Rock national
Preisträger:
- Ostbahn mit Höchste Zeit

Weitere Nominierte:
- Wolfgang Ambros mit Ambros singt Moser
- Georg Danzer mit Von Scheibbs bis Nebraska
- Rainhard Fendrich mit Hier + Jetzt
- Alf Poier Lustige Lieder der Traurigkeit und Not

### Gruppe Pop/Rock national
Preisträger:
- Papermoon mit True Love

Weitere Nominierte:
- EAV mit 100 Jahre EAV ... Ihr habt es so gewollt
- Global.Kryner mit Krynology
- Die Seer mit Lebensbaum
- Shiver mit Zwischen den Zeilen

### Single des Jahres national
Preisträger:
- Engel fliegen einsam von Christina Stürmer

Weitere Nominierte:
- Ich kann dich heilen von Aschenputtel
- Rising Girl von Rising Girl
- Rosegardens von SheSays
- These Are My Rivers von Lukas Perman, Marjan Shaki

### Newcomer des Jahres national
Preisträger:
- SheSays mit Rosegardens

Weitere Nominierte:
- Aschenputtel mit Ich kann dich heilen
- Denk mit Laut
- Disco Bee mit From Paris to Berlin
- Rising Girl mit Salamaleikum

### Single des Jahres international
Preisträger:
- Hung Up von Madonna

Weitere Nominierte:
- Big City Life von Mattafix
- Durch den Monsun von Tokio Hotel
- First Day of My Life von Melanie C
- Schnappi, das kleine Krokodil von Schnappi

### Album des Jahres international
Preisträger:
- American Idiot von Green Day

Weitere Nominierte:
- Confessions on a Dance Floor von Madonna
- Intensive Care von Robbie Williams
- Schrei von Tokio Hotel
- Telegramm für X von Xavier Naidoo

### Schlager-Album des Jahres
Preisträger:
- Tausend Rosen für Dich von Semino Rossi

Weitere Nominierte:
- Alles aus Liebe von Semino Rossi
- Amadeus in Love vom Nockalm Quintett
- So ein schöner Tag von Hansi Hinterseer
- Zufall oder Schicksal von den Kastelruther Spatzen

### Musik-DVD des Jahres
Preisträger:
- Live 8 von Bob Geldof

Weitere Nominierte:
- Elisabeth – Live am Theater an der Wien
- Leb die Sekunde – Behind the Scene von Tokio Hotel
- Vertigo 2005 – Live from Chicago von U2
- Wirklich alles von Christina Stürmer

### Jazz/Blues/Folk-Album des Jahres national
Preisträger:
- This Is the Slow Club von The Slow Club

Weitere Nominierte:
- Ausland von Hubert von Goisern
- Is That You von Rebekka Bakken
- What a Wonderful World von Max Greger u. a.
- 20th Anniversary von Andy Lee Lang (APA)

### FM4 Alternative Act des Jahres
Preisträger:
- Iriepathie

Weitere Nominierte:
- 78plus
- Jonas Goldbaum
- TNT Jackson
- Velojet

Weitere Nominierte:
- Attwenger
- Bauchklang
- Christopher Just
- Convertible
- Dienz
- Fuzzman
- Heinz
- Madita
- Mauracher
- Parov Stelar
- Roter Stern Silberstern
- Sofa Surfers
- Tosca
- Trio Exklusiv
- Urbs

### Lebenswerk
- Ludwig „Wickerl“ Adam